# Василашко Михайло Федорович
Миха́йло Фе́дорович Васила́шко (6 квітня 1947, село Куражин, нині Новоушицький район Хмельницька область — 19 вересня 2018) — український Заслужений журналіст України

## Життєпис
Народився 6 квітня 1947 року в селі Куражин, нині Новоушицького району Хмельницької області.
Закінчив у 1966 році середню школу в селі Калюс.
Того ж року вступив на заочне відділення факультету журналістики Львівського державного університету імені І. Франка..
Працював водієм, фотокореспондентом, кореспондентом райгазет, зокрема, сокирянської «Дністрові зорі» (1967), виконував обов'язки заввідділу культури Новоушицького райвиконкому, очолював комсомольсько-молодіжну бригаду на будівництві космодрому «Плесецьк».
З 1968 по 1970 служив у ЛенВО.
З 1970 по 1990 рік працював в обласних газетах «Корчагінець», «Радянське Поділля», завідував кабінетом радянського будівництва Хмельницького облвиконкому.
З грудня 1990 року по грудень 2004 року працював власкором газети «Голос України» по Західному регіону.
З виходом на пенсію, 5 років видавав газету «Україна».
У 1997 році був удостоєний звання Заслужений журналіст України.
Дочка Оксана — журналіст, син Андрій — маркетолог.
| українська персоналія | Це незавершена стаття про особу, що має стосунок до України. Ви можете допомогти проєкту, виправивши або дописавши її. |